# 杨丽杰
杨丽杰（1975年—），中华人民共和国人物。
早年跟随贾跃亭。2004年至2007年，任北京西伯尔通信科技有限公司财务管理部经理。2008年，任乐视网信息技术股份有限公司财务总监。2017年，应融创中国进入乐视网协议。5月21日，乐视网董事会改聘任张巍为财务总监。
2021年4月13日，证监会以乐视网信息披露违法、欺诈发行行为為由对杨丽杰采取终身证券市场禁入措施。